# Juan de Prado
Juan (luego Daniel) de Prado (de Prados, o García de Prados, según las diferentes versiones) (Lopera, c.1614 - Amberes, 1670) fue un médico sefardí, que formó parte, junto a Baruch de Spinoza, del grupo de librepensadores que vivieron en Ámsterdam a mediados del siglo XVII.

## Biografía
Nació hacia 1614 en Lopera (Jaén). Inició estudios de Medicina en la  Universidad de Alcalá y logró plaza en la sección de médicos del selecto Colegio de la Madre de Dios de los Teólogos de Alcalá a partir de 1633 y hasta el año 1636.
Hacia 1655 se instaló en Ámsterdam, donde se incorporó a la floreciente comunidad hispano-hebrea y adoptó el nombre hebreo de Daniel. Fue delatado en 1656, bajo tortura, como judaizante ante el Santo Oficio de Sevilla por Orobio de Castro. En su confesión, Orobio describe a su amigo y protector Prado como partidario de un naturalismo descreído y de ideas libertinas, ya desde 1643, tesis por las que quince años después Prado será primero amonestado y luego condenado por las autoridades religiosas judías de Ámsterdam, en un sonado proceso similar al que sufrieron Uriel da Costa antes y Baruch Spinoza después. Prado mantuvo una amigable tertulia con Spinoza al menos durante un par de años y por esto se le suele atribuir al médico andaluz influencia sobre la heterodoxia religiosa spinozista y la consideración de la razón como único criterio de verdad, heterodoxia que se fue introducida por Uriel da Costa en aquella comunidad serfardí.
No se sabe la fecha exacta de la muerte de Juan de Prado, aunque se sabe que fue en un accidente. 
Menéndez Pelayo lo incluyó en su Historia de los heterodoxos españoles, junto a Spinoza, Orobio de Castro, Uriel da Costa, Levi Morteira y Abraham Zacuto.